# Dimítris Mitropános
Dimítris Mitropános (grec moderne : Δημήτρης Μητροπάνος) était un chanteur de laïko grec né le 2 avril 1948 à Trikala et mort le 17 avril 2012 à Athènes.

## Biographie

### Enfance et famille
Dimítris Mitropános est né à Agía Moní (grec moderne : Αγία Mονή) à Trikala le 2 avril 1948. Il grandit sans son père qu'il n'a connu qu'à l'âge de 29 ans. Jusqu'à 16 ans, il pensait que celui-ci était décédé pendant la Guerre civile grecque, jusqu'à ce qu'une lettre lui vienne de Roumanie, où son père avait trouvé refuge. Stoppant ses études au collège, Dimítris Mitrópanos se met à travailler en tant que chanteur et vient habiter chez son oncle à Athènes en 1964.
Ce dernier, après plusieurs années passées en exil, était rentré vivre dans la maison familiale de Mitrópanos avant d'être arrêté deux ans plus tard. Il est finalement libéré en 1959 et s'installe à Athènes.

### Carrière
Sa première expérience musicale est celle de la musique byzantine, chantée dans les églises orthodoxes.
À 16 ans, il rencontre Grigóris Bithikótsis qui l'emmène dans les studios Columbia où il croise Giorgos Zambetas (en) célèbre joueur de bouzouki avec qui il travaillera, le considérant comme un grand professeur et un second père. « Zambetas est le seul homme dans la chanson, qui m'a aidé sans demander quelque chose. Pour tous les autres collaborateurs, j'ai pris et j'ai donné. » C'est en 1965, un mois avant Bithikótsis qu'il rencontre Stelios Kazantzidis chez lui grâce à un ami de son oncle qui le connaissait. Kazantzidis, chanteur qu'il n'a cessé d'admirer.
En 1966, Mitropanos voit Míkis Theodorákis qui le prend avec lui en tournée à Thessalonique et à Chypre.
C'est en 1967 qu'il enregistre avec Zambeta, son premier 45 tour avec la célèbre chanson Θεσσαλονίκη (Thessaloníki). Il était également prévu l’enregistrement de la chanson Χαμένη Πασχαλιά (Chaméni Paschaliá), mais elle a été censurée par la dictature des colonels et ne sera finalement jamais publiée.
Un an après, il collabore avec Spyros Papavasileiou, qui lui écrit Καλοκαίρι και χειμώνες (Kalokaíri kai cheimónes), Κλαίει απόψε γειτονιά (Klaíei apópse geitoniá) ou encore Κυρία ζωή (Kyría zoí).
Avant l'arrivée de la Junte des colonels, Mitropanos ne chantait que dans l'objectif de nourrir sa famille. Par la suite, il décida d'en faire son véritable métier.
En 1969 il demande un report de son service militaire. Il l'effectue finalement en 1971, tout d'abord en formation à Larissa, puis à Alexandroupoli. En fin d'année 1971, alors qu'il est en permission pour quelques jours, Mitropanos réussit à enregistrer avec Giorgos Katsaros un de ses disques qu'il considère comme l'un des plus importants de sa carrière : Άγιος Φεβρουάριος (Ágios Fevrouários).
L'année d'après, son service terminé, avec une fois de plus Giorgos Katsaros, il publie le disque Ο δρόμος για τα Κύθηρα (O drómos gia ta Kýthira). Durant des années, de ses débuts jusqu'en 1977, il chante dans le quartier de Plaka à Athènes, qu'il considérait comme le sien et essayait de retrouver les bons moments qu'il y avait passé. Par la suite, les clubs de nuit se sont déplacés vers le rivage ce qui l'a obligé d'abandonner le quartier de Plaka pour suivre la vie nocturne là où le demandaient les amoureux de la musique « populaire » grecque et où elle était dispensée. Ces boîtes de nuit près du rivage désormais n'existent plus et ont été remplacées par des nouvelles sur la « Rue sacrée » (Ιερά οδός, Ierá odós).

### Vie personnelle
Dimitris Mitropanos a été toute sa vie supporter de l'équipe de football du Pirée, Olympiakos.
Politiquement, il s'est toujours dit homme de gauche et sympathisant communiste.

### Décès
Le 17 avril 2012 au matin, Dimitris Mitropanos est hospitalisé à l'hôpital « Ygeia » d'Athènes. On y constate qu'il a un œdème aigu du poumon et il est transféré dans une unité de soins intensifs. Il rend son dernier souffle à 11 heure du matin.
Son enterrement s'est fait le 19 avril 2012 au premier cimetière d'Athènes où étaient présents de nombreux amis (comme Paschalis Terzis son témoin), collaborateurs, hommes politiques, mais aussi des milliers de simples personnes l'ayant aimé durant toute sa carrière, étant considéré comme l'un des plus grands chanteurs de laïko de Grèce.

## Célèbres chansons
- Roza
- Ta ladadika
- Alimono
- Panta gelastoi
- Dose mou fotia
- Thessaloniki
- S'anazito stin Saloniki
- Thalasses
- Zvise to Fengari
- Kyra Zoï
- Gia na s'ekdikitho
- Allos gia Chio travikse
- Kif
- San planodio tsirko

## Discographie
- 1971 δίσκοι 45 στροφών
- 1970 Λαϊκή παρέλαση
- 1971 Δημήτρης Μητροπάνος Νο1
- 1972 Άγιος Φεβρουάριος
- 1973 Ο δρόμος για τα Κύθηρα
- 1974 Νεκρικοί Διάλογοι, Κυρά ζωή
- 1975 Σκόρπια φύλλα, Τσιμεντένια πρόσωπα
- 1976 Λαϊκά '76
- 1977 Τα παιδιά της πιάτσας, Ερωτικά λαϊκά
- 1978 Παράπονο
- 1979 14 Ζεϊμπέκικα
- 1980 Πορτραίτο, Λαϊκά του σήμερα
- 1981 Τα συναξάρια
- 1982 Τα λαϊκά της νύχτας
- 1982 Τα 14 χασάπικα
- 1983 Λαϊκές στιγμές
- 1984 Τα πικροσάββατα, Τα λαϊκά της νύχτας Νο 2, Όταν μιλούν τα τέλια, Ακόμα μια μέρα
- 1985 Τα νυχτέρια μας, Για τα παιδιά, 15 χρόνια Δημήτρης Μητροπάνος
- 1986 Τα ζημιάρικα, Αγάπη μου αγέννητη, Τ' ανάρπαχτα
- 1987 Ένας καινούριος άνθρωπος, 16 από τα ωραιότερα τραγούδια μου, Το δικό μας τραγούδι
- 1988 Καινούρια χρώματα
- 1989 Μια νύχτα στον παράδεισο, Εμείς οι δυο, Οι μεγαλύτερες επιτυχίες του, Πριν τελειώσει η νύχτα
- 1990 20 μεγάλες επιτυχίες, Εσύ λέγε με έρωτα
- 1991 Στα ξενυχτάδικα της αγκαλιάς σου, Μια νύχτα στο Λυκαβηττό, Πάρε αποφάσεις
- 1992 Η εθνική μας μοναξιά, Οι μεγάλες επιτυχίες
- 1993 Ο Μητροπάνος τραγουδάει Σπανό
- 1994 24 Ζεϊμπέκικα, Παρέα μ' έναν ήλιο
- 1995 Τα 45άρια του Δημήτρη Μητροπάνου
- 1996 30 χρόνια Δ. Μητροπάνος, τα λαϊκά μιας ζωής, ΖΟΟΜ '96, 16 χασάπικα, Τα ερωτικά, Τα πρώτα μου *τραγούδια/1967-1975, Στου αιώνα την παράγκα
- 1997 Ψάξε στ' όνειρό μας
- 1998 Τα μεγάλα λαϊκά, Του έρωτα & της φυγής
- 1999 Εντελβάις
- 2001 Στης ψυχής το παρακάτω
- 2003 Θα είμαι εδώ
- 2004 Υπάρχει και το ζεϊμπέκικο
- 2005 Πες μου τ' αληθινά σου
- 2007 Για την καρδιά ενός αγγέλου
- 2008 Στη Διαπασών
- 2009 Τα τραγούδια της ζωής μου
- 2011 Εδώ Είμαστε